# 牛宿三
牛宿三（摩羯座ξ2）是一颗黄白色的F-型主序矮星，位于西方星座的摩羯座，中国古代星官的牛宿，视星等为5.84，距离地球约91.38光年。